# Сленг есперантистів

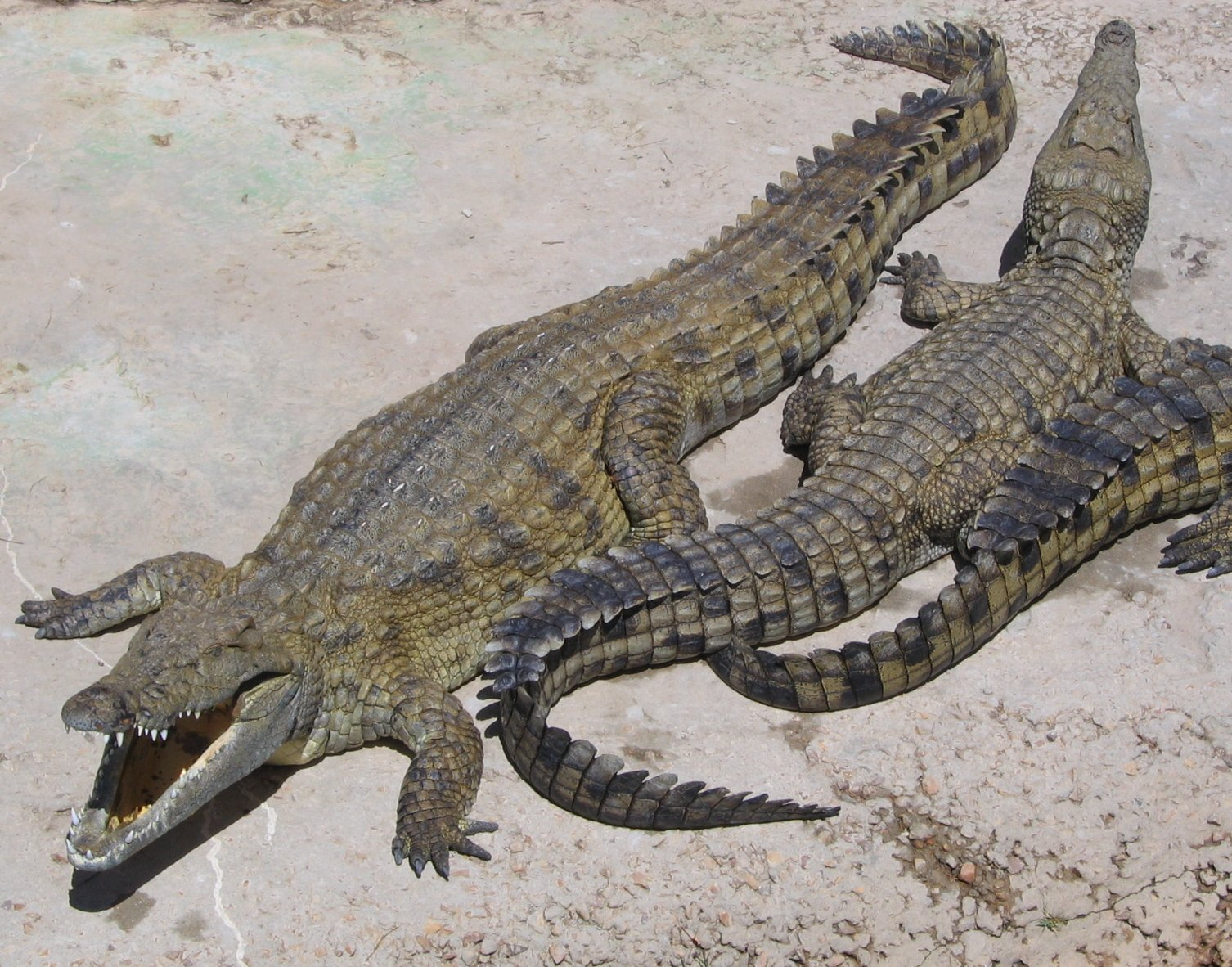
На сленгу есперантистів «крокодили / алігатори» — це люди, які говорять рідною мовою між собою серед інших есперантистів.

Сленг есперантистів — сленг мови есперанто, який використовується в есперанто-співтоваристві.

## Способи утворення сленгу
Сленг есперантистів створюється природним шляхом у процесі спілкування між есперантистами на есперанто-зустрічах. Матеріалом для його утворення найчастіше служать афікси і словоскладання двох коренів слів, за допомогою яких створюються неологізми. Також однією з форм сленгу є есперанто-лайки, більшість з яких запозичено з національних мов, однак існують і власні. Об'єктом есперанто-сленгу найчастіше виявляються самі есперантисти, особливості есперанто-культури та її історії.

## Приклади сленгу
| Слово                  | Приблизний переклад                                             | Значення |
| Про есперантистів      | Про есперантистів                                               | Про есперантистів |
| ---------------------- | --------------------------------------------------------------- | --- |
| bakfiŝo                | печена риба                                                     | Дуже юна дівчина. |
| blinkenberg            | данське прізвище Блінкенберг                                    | Узагальнена назва людей, які з розумним виглядом розмірковують про есперанто, видаючи свої забобони за факти. Вживається з 1954 року після прийняття Резолюції ЮНЕСКО про есперанто. |
| bonantagulo            | bonan tagon! — Доброго дня! ulo — індивід                       | Ледача людина, яка вивчила кілька простих виразів на есперанто, як-то «Доброго дня!».                                                                                                |
| eterna komencanto      | вічний новачок                                                  | Людина, яка давно ходить на есперанто-зустрічі, але все ще говорить на есперанто на рівні новачка.                                                                                   |
| kabei                  | дієслово, похідне від Кабе                                      | Несподівано припинити займатися есперанто. |
| kielvifartasulo        | kiel vi fartas? — Як ви поживаєте? ulo — індивід                | Синонім до «bonantagulo». |
| samideano              | однодумець                                                      | Звернення есперантиста до есперантистів. На кшталт «товариш» в СРСР. |
| talpo                  | кріт                                                            | Есперантист, який фанатично пропагує ідеї есперанто, не оперуючи фактами. |
| verda koro             | зелене серце                                                    | Істинний есперантист. |
| verda papo             | зелений папа римський                                           | Будь-хто, хто проповідує ідеали есперанто. |
| verdulo                | зелений                                                         | Зеленими називають зрілих, досвідчених есперантистів. |
| «Рептилії» в есперанто |                                                                 | |
| aligatori              | дієслово, похідне від іменника «алігатор»                       | Спілкуватися з іншомовним есперантистом його рідною мовою. |
| gaviali (malkrokodili) | дієслово, похідне від іменника «гавіал», антонім до «krokodili» | Розмовляти на есперанто з есперантистом серед не-есперантистів. |
| kajmani                | дієслово, похідне від іменника «кайман»                         | Спілкуватись між собою нерідною мовою для обох есперантистів. Наприклад: українець з французом англійською.                                                                          |
| krokodili              | дієслово, похідне від іменника «крокодил»                       | Спілкуватись між собою рідною мовою серед інших есперантистів. |
| lacerti                | дієслово, похідне від іменника «ящірка»                         | Розмовляти іншою штучною мовою серед есперантистів. |
| Інший сленг            |                                                                 | |
| gufujo                 | країна пугачів                                                  | Місце, де п'ють чай, насолоджуючись бесідою. У ньому заборонено пити алкоголь і курити. Його зазвичай організовують під час есперанто-зустрічей.                                     |
| melono                 | диня                                                            | Неформальна назва символу есперанто. |
| mojosa                 | moderna — сучасний juna — юний stila — стильний                 | Еквівалент українському слову «круто» й англійському «cool». |
| volapukaĵo             | volapuko — волапюк aĵ — річ                                     | Близьке за змістом до розмовних слів «нісенітниця», «абракадабра», «китайська грамота».                                                                                              |

## Ненормативна лексика
Ненормативну лексику на есперанто називають sakro. В основному, це переклад з національної мови на есперанто будь-яких лайок. Наприклад «Kia diablaĵo!» відповідає українському виразу «Якась чортівня!». Однак в середовищі есперантистів застосовуються і властиві лише їм самим лайки. Як правило, це посилання до висловів, пов'язаних з творцем есперанто Людвігом Заменгофом або до фраз із відомих есперанто-творів.
| Фраза                   | Приблизний переклад         | Роз'яснення                                                                                            |
| ----------------------- | --------------------------- | --- |
| Sankta Ludoviko!        | Святий Людовік!             | Відсилання до значущої для кожного есперантиста персони — Людвіга Заменгофа.                           |
| Ho Zamenhofo!           | О, Заменгоф!                | Те ж саме.                                                                                             |
| Pro mia Zamĉjo!         | Заради мого Зами!           | Те ж, але з використанням зменшувально-пестливої форми імені.                                          |
| Noktaj fantomoj!        | Нічні фантоми!              | Згадується у відомому вірші Заменгофа «Шлях».                                                          |
| Fundamenta Krestomatio! | Фундаментальна Хрестоматія! | Однойменна праця Заменгофа 1903 року, в якому він зібрав найкращі твори на есперанто того часу.        |
| Aktoj de la Akademio!   | Документи Академії!         | Видані Академією есперанто документи.                                                                  |
| Ata-Ita!                |                             | Натяк на тривалу дискусію есперантистів з приводу використання суфіксів -at- і -it- у формах дієслова. |

Крім усього іншого, для есперантистів також властиво створювати лайки у вигляді рим або гри слів:
- Rabato por rabito! — Пільга для пограбованого!
- Pluralo de singularo! — Множина однини!
- Korpo de porko! — Тіло свині! (Автор: Клод Пірон)

## Цікаві факти
Лінгвістом Мануелем Галвейком був вигаданий штучний сленг есперанто — Gavaro (від рос. говорить — говорити).